# Chromatomyia montana
Chromatomyia montana este o specie de muște din genul Chromatomyia, familia Agromyzidae, descrisă de Spencer în anul 1981.
Este endemică în California. Conform Catalogue of Life specia Chromatomyia montana nu are subspecii cunoscute.